# Caspar Berger

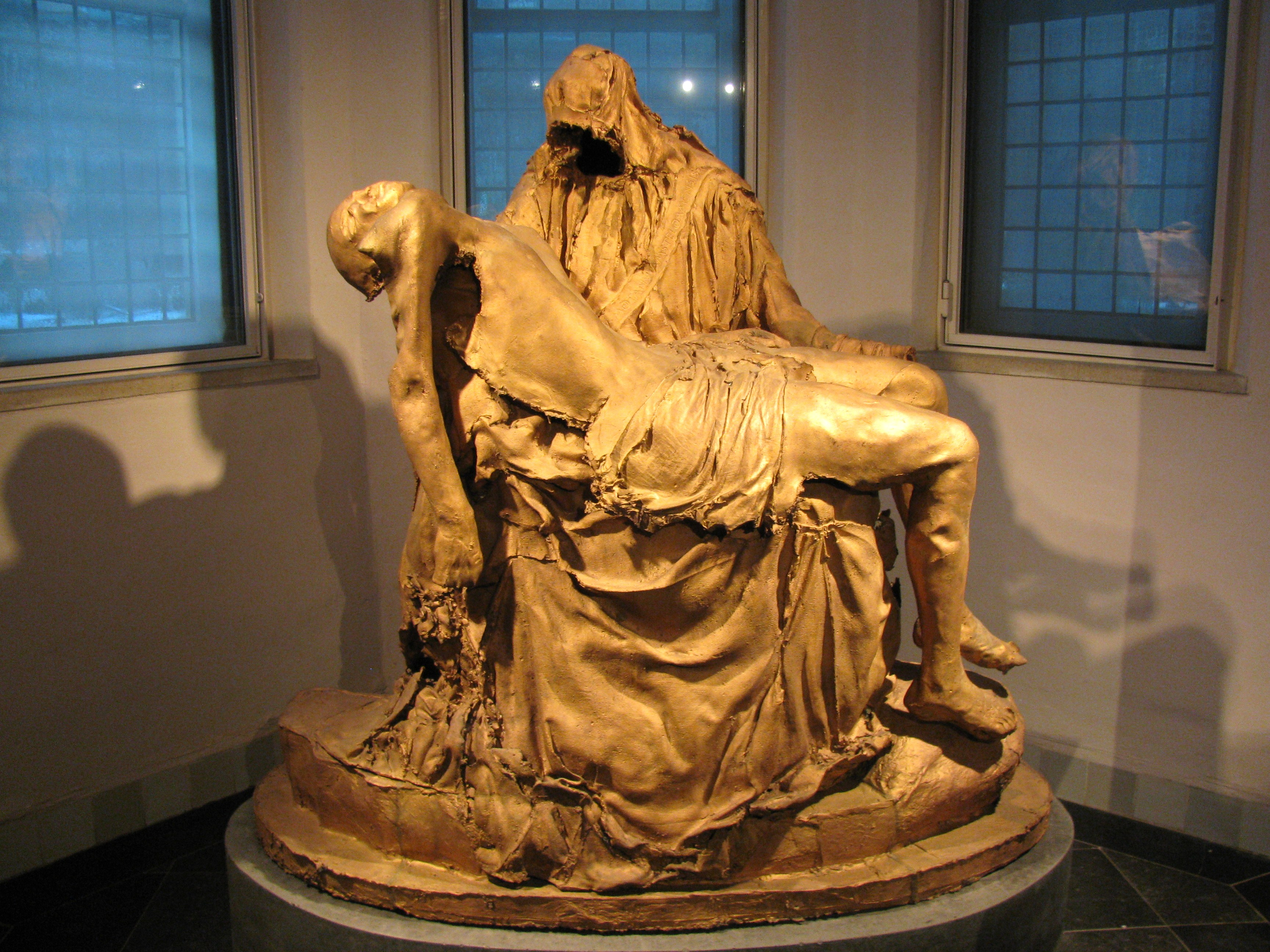
Pietà in Museum Catharijneconvent

Caspar Berger (Utrecht, 24 januari 1965) is een Nederlandse politiek geëngageerde beeldend kunstenaar. Hij is gespecialiseerd in beeldhouwkunst, conceptuele kunst, videokunst en installatiekunst. Hij werkt met verschillende materialen, waaronder brons, zilver, goud, siliconen en epoxy. Hij werkt in Amsterdam.

## Leven en werk
Berger studeerde ruimtelijke vormgeving aan de AKI in Enschede en kreeg daar les van Maja van Hall, Ad Gerritsen, Albert van der Weide, Helen Frik, en Hans Ebeling Koning. Hij legde zich toe op mixed media: abstracte constructies en video-Installaties. Zijn opleiding voltooide hij aan de post-academiale Jan van Eyck Academie in Maastricht.
Daar koos hij, mede op grond van zijn liefde voor de Italiaanse hoogrenaissance, voor de beeldhouwkunst en ging figuratieve beelden maken die een eigentijdse interpretatie geven van klassieke thema’s.
Hij maakt onder andere series zelfportretten, hetgeen in de geschiedenis van de beeldhouwkunst een zeldzaamheid is. Dit thema probeert hij op verschillende manieren te benaderen. Voor het werk Skeleton liet hij een CT-scan van zijn lichaam maken waarna via 3D-print een zeer precieze kopie van zijn skelet ontstond. Zijn modellen worden door middel van siliconen-mallen omgezet naar beelden in metalen als brons, zilver en goud.

## Werken in collecties
Werk van Caspar Berger is in Nederland te zien in:
- Rijksmuseum Amsterdam
- Museum Beelden aan Zee, Scheveningen
- Museum Catharijneconvent, Utrecht
- Zuiderzeemuseum, Enkhuizen
- Belasting en Douane Museum, Rotterdam
- Kasteel Endegeest en Beeldentuin, Oegstgeest
- Rijksgebouwendienst, Cirqada-gebouw, Utrecht
- Beeldenpark De Havixhorst, Meppel

## Tentoonstellingen

### Solotentoonstellingen
- 2015 – In Case, Chabah Yelmani Gallery, Brussel
- 2015 – Vivo, Museum de Fundatie/Kasteel het Nijenhuis, Heino
- 2014 – Bone, Beelden aan Zee, Scheveningen
- 2013 – Solotentoontenstelling n.a.v. Singer Prijs 2013 Singer Laren, Laren
- 2011 – Skin, Museum Beelden aan Zee, Scheveningen
- 2007-2008 – IMAGO retrospectief, Museum Beelden aan Zee, Scheveningen
- 1999 – Familie, Waag (C.B.K.), Leiden
- 1994 – MOMENT Installatie, Nieuwmarkt, Amsterdam

### Groepstentoonstellingen
- 2020 – Anningahof, Zwolle
- 2019 – Anningahof, Zwolle
- 2018 – Beyond the body, Kunstcentret Silkeborg Bad, Denemarken
- 2018 – Bloot – het kwetsbare lichaam, Museum Kranenburgh, Bergen (Noord-Holland)
- 2017 – 1e Biennale Oosterhout, Oosterhout
- 2017 – Watou 2017, Watou (cat), België
- 2017 – Art In Oisterwijk, Oisterwijk
- 2016 – Zilverkunst in Nederland, Gemeentemuseum Den Haag
- 2016 – Tefaf, Maastricht
- 2016 – Opening Night part II, Chabah Yelmani Gallery, Brussel
- 2015 – Skelet, Beelden aan Zee, Scheveningen
- 2015 – Spiegeloog, Museum Arnhem, Arnhem
- 2015 – Ego Vivo/Self-portrait 25, Lowlands, Biddinghuizen
- 2015 – ‘O MUZE!’, De Hallen Haarlem, Haarlem
- 2015 – In search of meaning, Museum de Fundatie, Zwolle

- 2013 – Blickachsen 9, Bad Homburg, Duitsland
- 2013 – Arte Laguna, Venetië, Italië
- 2012-2013 – Design Museum, België
- 2012 – Im kleine Format, Galerie Scheffel, Bad Homburg, Duitsland
- 2012 – Neue Kunst in alten Gärten 2012, Gehrden, Duitsland
- 2012 – Nederlands Zilvermuseum Schoonhoven, Schoonhoven
- 2010 – Blickachsen 8, Bad Homburg, Duitsland
- 2010 – Beeldenpark De Havixhorst, De Schiphorst
- 2010 – Kasteel Duivenvoorde, Voorschoten
- 2009 – Noordbrabants Museum, 's-Hertogenbosch
- 2009 – Museum Catharijneconvent, Utrecht
- 2008 – Zuiderzeemuseum, Enkhuizen
- 2002 – W139, Amsterdam
- 2001 – Lokaal 01, Breda

## Onderscheidingen
- Juni 2013: Singerprijs, Singer Laren
- Januari 2014: Sacha Tanja Penning 2014